# Vessigebro
Vessigebro é uma aldeia situada na comuna de Falkenberg, no Condado de Halland, Suécia, com 740 habitantes em 2010.

## Características
A aldeia foi formada em um vau sobre o rio Ätran, sendo originalmente denominada Vessigevad (vad é o nome sueco para vau). Quando uma ponte foi construída sobre a vila, o nome foi alterado para o atual (bro é sueco para ponte).
A aldeia abriga uma das mais antigas universidades populares da Suécia, a Katrineberg Folk High School. Entre as instalações encontradas na aldeia estão a igreja de Vessige, uma escola, um campo de futebol, uma casa de repouso e uma loja.

Vários clubes esportivos são ativos na aldeia, entre os esportes mais populares são futebol, ginástica e golfe. Vários jogadores de futebol de destaque são de Vessige. Niclas Alexandersson disputou mais de 100 partidas pela seleção sueca de futebol, enquanto seu pai, Lennart Alexandersson e seu irmão Daniel Alexandersson, jogaram no Allsvenskan, a principal liga nacional. O autor August Bondeson nasceu na aldeia.